# Barend de Graaff
Barend Jan Wouter de Graaff, (Bennekom, 3 september 1898 - Driebergen, 16 juni 1983) was een Nederlands schrijver van romans en kinderboeken met een protestants-christelijke signatuur.

## Leven en werk
De Graaff kwam uit een gezin met vijf kinderen.
Zijn vader werd, na aanvankelijk in Bennekom huisschilder te zijn geweest, gereformeerd predikant in Poortvliet.
De Graaff moest van zijn vader, naar de kweekschool om onderwijzer te worden, zelf wilde hij liever de muziek in, maar dat was is zijn vaders ogen geen echt werk. 
Na zijn studie werkte Barend de Graaff in diverse plaatsen. Hij begon als vrijwilliger in Oud-Vossemeer en later werkte hij in Klundert. Uiteindelijk gaf hij les op een ULO-school. Later, het was nog een aantal jaren voor WOII, stopte hij met lesgeven en ging zich geheel aan schrijven wijden.
De Graaff had al wat korte verhalen geschreven, maar ging nu serieus aan het werk onder de naam B.J.W. de Graaff als schrijver van een serie kinderboeken met verhalen over de kerkgeschiedenis. Dit gebeurde op verzoek van uitgeverij Van den Tol uit Oud-Beijerland. De serie is omstreeks 1980 in herdruk verschenen.
Van zijn boek Het geslacht van Garderen is een hoorspel bewerking gemaakt en in 2 delen door de EO in 1987 uitgezonden.
Veel van zijn korte verhalen verschenen in tijdschriften als het christelijk weekblad De Spiegel en Thimotheus.
De Graaff overleed plotseling op 84-jarige leeftijd in Driebergen.